# Kanton Besançon-6
Der Kanton Besançon-6 ist ein französischer Wahlkreis im Département Doubs in der Region Bourgogne-Franche-Comté. Er umfasst einen Teilbereich der Stadt Besançon und elf weitere Gemeinden im Arrondissement Besançon. Bei der landesweiten Neuordnung der französischen Kantone wurde er 2015 neu geschaffen mit Besançon als Hauptort (frz.: bureau centralisateur).

## Gemeinden
Der Kanton besteht aus elf Gemeinden und Gemeindeteilen mit insgesamt 30.942 Einwohnern (Stand: 1. Januar 2022) auf einer Gesamtfläche von 66,78 km²:
| Gemeinde               | Einwohner 1. Januar 2022 | Fläche km² | Dichte Einw./km² | Code INSEE | Postleitzahl |
| ---------------------- | ------------------------ | ---------- | ---------------- | ---------- | ------------ |
| Besançon               | 21.197                   | 8,12       | 2.610            | 25056      | 25000        |
| Beure                  | 1.342                    | 3,99       | 336              | 25058      | 25720        |
| Boussières             | 1.200                    | 5,58       | 215              | 25084      | 25320        |
| Busy                   | 675                      | 5,20       | 130              | 25103      | 25320        |
| Larnod                 | 784                      | 4,05       | 194              | 25328      | 25720        |
| Montferrand-le-Château | 2.191                    | 7,48       | 293              | 25397      | 25320        |
| Osselle-Routelle       | 956                      | 10,74      | 89               | 25438      | 25320, 25410 |
| Pugey                  | 686                      | 7,32       | 94               | 25473      | 25720        |
| Thoraise               | 336                      | 3,99       | 84               | 25561      | 25320        |
| Torpes                 | 1.004                    | 5,55       | 181              | 25564      | 25320        |
| Vorges-les-Pins        | 571                      | 4,76       | 120              | 25631      | 25320        |
| Kanton Besançon-6      | 30.942                   | 66,78      | 463              | 2509       | –            |

1. ↑   Nur der südliche Teil der Gemeinde, der Rest verteilt sich auf die Kantone Besançon-1, Besançon-2, Besançon-3, Besançon-4 und Besançon-5.

## Veränderungen im Gemeindebestand seit 2015
2019: Fusion Arguel und Fontain (Kanton Besançon-5) → Fontain
2016: Fusion Osselle und Routelle → Osselle-Routelle

## Politik
| Vertreter im Departementrat | Vertreter im Departementrat     | Vertreter im Departementrat |
| Amtszeit                    | Namen                           | Partei                      |
| --------------------------- | ------------------------------- | --------------------------- |
| 2015–2021                   | Géraldine Leroy                 | DVG                         |
| 2015–2016                   | Claude Jeannerot                | PS                          |
| 2016–2021                   | Raphaël Krucien                 | PS                          |
| 2021–                       | Raphaël Krucien Géraldine Leroy | PS DVG                      |